# Herrarnas åtta med styrman i rodd vid olympiska sommarspelen 1976
Herrarnas åtta med styrman i rodd vid olympiska sommarspelen 1976 avgjordes mellan den 18 och 25 juli 1976. Grenen hade totalt 99 deltagare från 11 länder.

## Medaljörer
| Gren             | Guld | Silver | Brons |
| Åtta med styrman | Östtyskland Bernd Baumgart Gottfried Döhn Werner Klatt Hans-Joachim Lück Dieter Wendisch Roland Kostulski Ulrich Karnatz Karl-Heinz Prudöhl Karl-Heinz Danielowski | Storbritannien Richard Lester John Yallop Timothy Crooks Hugh Matheson David Maxwell James Clark Frederick Smallbone Leonard Robertson Patrick Sweeney | Nya Zeeland Ivan Sutherland Trevor Coker Peter Dignan Lindsay Wilson Athol Earl Dave Rodger Alex McLean Tony Hurt Simon Dickie |

## Resultat

### Final
| Placering | Roddare | Land            | Tid     |
| --------- | --- | --------------- | ------- |
| 1         | Bernd Baumgart, Gottfried Döhn, Werner Klatt, Hans-Joachim Lück, Dieter Wendisch, Roland Kostulski, Ulrich Karnatz, Karl-Heinz Prudöhl och Karl-Heinz Danielowski | Östtyskland     | 5:58,29 |
| 2         | Richard Lester, John Yallop, Timothy Crooks, Hugh Matheson, David Maxwell, James Clark, Frederick Smallbone, Leonard Robertson och Patrick Sweeney                | Storbritannien  | 6:00,82 |
| 3         | Ivan Sutherland, Trevor Coker, Peter Dignan, Lindsay Wilson, Athol Earl, Dave Rodger, Alex McLean, Tony Hurt och Simon Dickie                                     | Nya Zeeland     | 6:03,51 |
| 4         | Reinhard Wendemuth, Bernd Truschinski, Frank Schütze, Frithjof Henckel, Wolfram Thiem, Volker Sauer, Otmar Kaufhold, Wolf-Dieter Oschlies och Helmut Latz         | Västtyskland    | 6:06,15 |
| 5         | Islay Lee, Ian Clubb, Tim Conrad, Robert Paver, Gary Uebergang, Athol MacDonald, Peter Shakespear, Brian Richardson och Stuart Carter                             | Australien      | 6:09,75 |
| 6         | Pavel Konvička, Václav Mls, Josef Plamínek, Josef Pokorný, Karel Mejta, Jr., Josef Neštický, Lubomír Zapletal, Miroslav Vraštil och Jiří Pták                     | Tjeckoslovakien | 6:15,29 |